# Hofer (Familienname)
Hofer ist ein in den deutschsprachigen Ländern vorkommender Familienname, der ursprünglich vom Besitzer eines Hofes kommt.

## Namensträger

### A
- Achim Hofer (* 1955), deutscher Musikwissenschaftler und Musikpädagoge
- Adolf Hofer (Politiker) (1868–1935), deutscher Gutsbesitzer und Politiker (SPD)
- Adolf von Hofer (1880–??), deutscher Jurist und Richter
- Adolf Hofer (Rennrodler), österreichischer Rennrodler
- Adolf Neumann-Hofer (1867–1925), deutscher Verleger und Politiker (FVg, FVP, DDP), MdR
- Albert Hofer (* 1957), österreichischer Politiker (ÖVP)
- Alex Hofer (Gleitschirmpilot) (* 1977), Schweizer Gleitschirmpilot
- Alex Hofer (Skirennläufer) (* 1994), italienischer Skirennläufer
- Alexander Hofer (* 1972), österreichischer Journalist
- Alfred Hofer (1945–2020), österreichischer Badmintonspieler
- Alois Hofer (1892–1976), österreichischer Politiker
- Andreas Hofer (Komponist) (1628/1629–1684), österreichischer Komponist und Kapellmeister
- Andreas Hofer (1767–1810), Anführer des Tiroler Volksaufstandes
- Andreas von Hofer (1833–1881), österreichischer Jurist und Politiker
- Andreas Hofer (Maler, 1887) (1887–1944), deutscher Maler
- Andreas Hofer (Widerstandskämpfer) (1915–1945), österreichischer Polizist und Widerstandskämpfer
- Andreas Hofer (Maler, 1956) (* 1956), Schweizer Maler, Zeichner und Musiker
- Andreas Hofer (Architekt, 1962) (* 1962), Schweizer Architekt, Intendant der IBA 2027
- Andreas Hofer (Schauspieler) (* 1962), deutscher Schauspieler
- Andreas Hofer, eigentlicher Name von Andy Hope 1930 (* 1963), deutscher Künstler
- Andreas Hofer (Architekt, 1963) (* 1963), österreichischer Architekt
- Andreas Hofer (Politiker, 1965) (* 1965), Schweizer Politiker (Grüne)
- Andreas Hofer (Turner) (* 1987), deutscher Turner
- Andreas Hofer (Radsportler) (* 1991), österreichischer Radrennfahrer
- Andreas-Konrad Hofer (* 1963), deutscher Eishockeyspieler
- Andreas Matthias Hofer (1907–1989), deutscher Politiker
- Angelika Hofer (1957–2016), deutsche Verhaltensforscherin
- Anna Hofer (* 1988), italienische Skirennläuferin
- Anna Ladurner Hofer (1765–1836), italienische Ehefrau von Andreas Hofer
- Annie Neumann-Hofer (1868–nach 1944), US-amerikanische Schriftstellerin, Übersetzerin und Pianistin
- Anton Hofer (Designer) (1888–1979), Südtiroler Kunsthandwerker und Designer
- Anton Hofer (Gewerkschafter) (1927–2009), österreichischer Gewerkschafter
- Anton Hofer (Kaktologe), Schweizer Botaniker
- Armin Hofer (* 1987), italienischer Eishockeyspieler
- Arthur Hofer (* 1949), deutscher Kommunikationswissenschaftler, Hochschullehrer und Manager
- Artur Hofer (1887–1948), deutscher Maler
- August Hofer (Pädagoge) (1845–1915), österreichischer Pädagoge und Autor
- August Hofer (Maler) (1899–1981), deutscher Maler

### B
- Beni Hofer (* 1978), Schweizer Skirennfahrer
- Bernd Hofer (* 1965), österreichischer Wirtschaftsmanager
- Bernhard Hofer (1937–2005), deutscher Maler und Grafiker
- Bernhard Gottfried Hofer (?–1777), deutscher Drucker und Zeitungsgründer
- Bernhard J. Hofer (* 1957), österreichischer Soziologe und Wissenschaftsjournalist
- Bruno Hofer (1861–1916), deutscher Ichthyologe
- Burkhard Hofer (* 1944), österreichischer Jurist und Manager

### C
- Carl von Hofer (auch Karl von Hofer; 1824–1887), österreichischer Archivar
- Carl Hofer (Verleger, 1838) (Carl Hofer d. Ältere; 1838–1887), deutscher Zeitungsverleger
- Carl Hofer (Verleger, 1866) (Carl Hofer d. Jüngere; 1866–1915), deutscher Zeitungsverleger
- Carl Hofer (1878–1955), deutscher Maler, siehe Karl Hofer
- Carl Hofer (Filmproduzent) (1894–1954), österreichischer Filmproduzent
- Christian Hofer (Politiker) (1893–1956), deutscher Politiker, MdL Württemberg-Hohenzollern
- Christian Hofer (Biathlet) (* 1979), italienischer Biathlet
- Chryseldis Hofer-Mitterer (1948–2017), österreichische Künstlerin
- Claus Hofer (1914–2006), deutscher Schauspieler und Hörspielsprecher
- Cuno Hofer (1886–1931), Schweizer Jurist und Schriftsteller

### D
- Daniel Hofer (Triathlet) (* 1983), italienischer Triathlet
- Daniel Hofer (Fußballspieler) (* 1983), österreichischer Fußballspieler
- David Hofer (Filmeditor) (* 1979),  österreichischer Filmeditor, Kameramann und Filmregisseur
- David Hofer (Skilangläufer) (* 1983), italienischer Skilangläufer
- David Hofer (Wakeboarder) (* 1994), österreichischer Wakeboard-Fahrer
- Dieter Hofer (* um 1950), österreichischer Badmintonspieler
- Dominikus Hofer (1817–1897), deutscher Tiermediziner und Hochschullehrer

### E
- Elisabeth Gander-Hofer (* 1949), Schweizer Politikerin (FDP)
- Elmar Hofer (* 1985), italienischer Skirennläufer
- Emil Hofer (* 1942), deutscher Unternehmer
- Ernst Hofer (Journalist) (1855–1890 oder 1934), deutsch-US-amerikanischer Journalist
- Ernst Hofer (Judoka) (1971–2023), österreichischer Judoka
- Erwin Hofer (Politiker) (1912–1995), Schweizer Politiker (SP)
- Erwin Hofer (Maler) (* 1958), Schweizer Maler, Grafiker und Schriftsetzer
- Evelyn Hofer (1922–2009), deutsch-amerikanische Fotografin

### F
- Fabio Hofer (* 1991), österreichischer Eishockeyspieler
- Ferdinand Hofer (Ingenieur) (* um 1955), österreichischer Ingenieur und Hochschullehrer für Elektronenmikroskopie
- Ferdinand Hofer (* 1993), deutscher Schauspieler
- Franz Hofer (Politiker, 1794) (1794–1865), deutscher Politiker, Mitglied der Frankfurter Nationalversammlung
- Franz von Hofer (1873–1954), deutscher Major, Heimatforscher und Zeichner
- Franz Hofer (Politiker, 1874) (1874–1933), österreichischer Politiker (CSP), Salzburger Landtagsabgeordneter
- Franz Hofer (Filmregisseur) (1882–1945), deutscher Filmregisseur
- Franz Hofer (Maler) (1885–1915), österreichischer Maler
- Franz Hofer (Politiker, 1890) (1890–1947), österreichischer Politiker, Salzburger Landtagsabgeordneter
- Franz Hofer (Gauleiter) (1902–1975), österreichischer Politiker (NSDAP) und Gauleiter
- Franz Hofer (Fußballspieler) (1918–1990), österreichischer Fußballspieler
- Franz Hofer (Kameramann) (1923–1980), deutscher Kameramann
- Franz Hofer (Politiker, 1929) (1929–2020), österreichischer Politiker (ÖVP), oberösterreichischer Landtagsabgeordneter
- Franz Hofer (1935–2021), österreichischer Radio- und Fernsehmoderator, siehe Frank Lester
- Franz Xaver Hofer (1942–2012), österreichischer Schriftsteller
- Fridolin Hofer (1861–1940), Schweizer Dichter
- Friedrich Hofer (vor 1900–1965), Schweizer Unternehmensgründer
- Friedrich Braun-Hofer (1892–1954), Schweizer Epileptologe und Eugeniker
- Fritz Hofer (Ingenieur) (1912–1971), Schweizer Ingenieur
- Fritz Hofer (Politiker), deutscher Politiker (SDA/SPD), MdV
- Fritz Hofer (Komponist) (* 1960), Schweizer Komponist, Liedtexter und Dirigent

### G
- Georg Hofer (* 1966), italienischer Fotograf
- Gerhard Hofer (* 1982), österreichischer Skispringer, Skisprungtechniker und -trainer
- Gottfried Hofer (1858–1932), österreichischer Maler
- Gottfried Hofer (Maler, 1921) (1921–1996), Schweizer Maler
- Gottfried Eduard Hofer (1891–1993), Schweizer Unternehmer
- Greta Hofer (1900–1995), deutsche Sängerin und Gesangspädagogin
- Gustav Hofer (Mediziner) (1887–1970), österreichischer HNO-Arzt und Hochschullehrer
- Gustav Hofer (Journalist) (* 1976), italienischer Moderator, Journalist und Filmemacher

### H
- Hanns von Hofer (1907–1945), deutscher Verwaltungsjurist und Landrat
- Hanns Hofer (Mediziner) (1926–2016), österreichischer Orthopäde und Chirurg
- Hanns von Hofer (Kriminologe) (1944–2014), deutsch-schwedischer Kriminologe und Hochschullehrer
- Hans Hofer (Politiker, 1863) (1863–1941), österreichischer Politiker (CSP)
- Hans Hofer (Politiker, 1866) (1866–1930), österreichischer Unternehmer und Politiker (DNP)
- Hans Hofer (Politiker, 1889) (1889–1953), Schweizer Käser, Verbandsfunktionär und Politiker (BGB)
- Hans Hofer (Schauspieler) (1907–1973), tschechisch-österreichischer Kabarettist und Schauspieler
- Hans Hofer (Wirtschaftsgeograph) (1910–nach 1979), Schweizer Wirtschaftsgeograph
- Hans Hofer (Politiker, 1913) (1913–1997), Schweizer Politiker (FDP)
- Hans Hofer (Koch) (1920–2009), österreichischer Fernsehkoch
- Hans Hofer (Physiker) (1934–2014), Schweizer Physiker und Hochschullehrer
- Hans Hofer (Politiker, 1944) (* 1944), Schweizer Politiker (CSP OW)
- Hans Hofer (Regisseur) (* 1983), Südtiroler Regisseur
- Hans-Georg Hofer (* 1971), österreichischer Medizinhistoriker und Hochschullehrer
- Hansjörg Hofer (* 1952), österreichischer Geistlicher, Weihbischof in Salzburg
- Hansjörg Hofer (Jurist) (1959–2022), österreichischer Jurist und Beamter
- Hans-Werner Hofer (1941–2011), deutscher Biochemiker und Hochschullehrer
- Heinrich Hofer (Mediziner) (1890–1970), Schweizer Mediziner
- Heinrich Hofer (Musikwissenschaftler) (1892–??), deutscher Komponist und Musikwissenschaftler
- Heinrich Hofer (Journalist), deutscher Journalist
- Heinrich Hofer (Unternehmer) (1935–2014), Schweizer Bauunternehmer
- Heinrich Jakob Burger-Hofer (1849–1917), Schweizer Lithograf
- Heinz Hofer (Leichtathlet) (* 1946), Schweizer Leichtathlet
- Heinz Hofer (Maler) (* 1946), österreichischer Maler
- Helga Hofer (* 1955), österreichische Textilkünstlerin und Malerin
- Helmut Hofer (Zoologe) (1912–1989), österreichischer Zoologe
- Helmut Hofer, österreichischer Unternehmer, siehe Hofer KG
- Helmut Hofer (Geschäftsmann) (* 1940/1941), deutscher Geschäftsmann
- Helmut Hofer (Mathematiker) (* 1956), deutsch-US-amerikanischer Mathematiker
- Helmut Hofer (Fußballspieler) (* 1962), österreichischer Fußballspieler
- Helmut Hofer-Gruber (* 1959), österreichischer Politiker (NEOS)
- Herbert Hofer-Zeni (1938–2023), österreichischer Jurist und Hochschullehrer für Verfassungs- und Verwaltungsrecht
- Heribert Hofer (* 1960), deutscher Biologe und Verhaltensökologe
- Hermann Hofer (Fußballspieler), deutscher Fußballspieler
- Hermann Hofer (Höhlenforscher) (1908–2003), österreichischer Höhlenforscher
- Hermann Hofer (Romanist) (* 1938), Schweizer Romanist, Hochschullehrer und Übersetzer
- Hermann Hofer von Lobenstein (1804–1872), deutscher Generalleutnant
- Herwig Hofer (1940–2013), österreichischer Politiker (ÖVP)
- Hieronymus Hofer (1815–1890), deutscher Pfarrer und Sozialreformer
- Hilde Hofer-Pittschau (1873–1961), österreichische Schauspielerin
- Hilla Hofer (1914–1990), deutsche Tänzerin und Schauspielerin
- Horst Hofer (* 1967), österreichischer Brigadier
- Hugo Hofer (1935–2009), Schweizer Dekorateur, Grafiker und Karikaturist

### I
- Ignaz Hofer (1790–1862), österreichischer Maler und Grafiker
- Ingrid Hofer (* 1976), österreichische Autorin, Komponistin, Sängerin und Songwriterin

### J
- Jack Hofer (* 1998), österreichischer Schauspieler
- Jakob Hofer (Musiker), österreichischer Violinist
- Jakob Hofer (Entomologe) (1877–1972), österreichischer Schmetterlingsforscher und -sammler
- Jan Hofer (* 1950), deutscher Nachrichtensprecher und Moderator
- Jan Hofer (Psychologe) (* 1964), deutscher Entwicklungspsychologe und Hochschullehrer
- Jens Hofer (* 1997), liechtensteinischer Fußballspieler
- Joel Hofer (* 2000), kanadischer Eishockeytorwart
- Johann Hofer (Drucker) († 1625), deutscher Drucker
- Johann Hofer (Politiker, I), österreichischer  Politiker (SDAP), Kärntner Landtagsabgeordneter
- Johann Hofer (Politiker, 1891) (1891–1960), österreichischer  Politiker, Salzburger Landtagsabgeordneter
- Johann Hofer (Politiker, 1940) (* 1940), österreichischer Politiker (ÖVP), Nationalratsabgeordneter
- Johann Hofer, eigentlicher Name von Walter Hofer (Sportfunktionär) (* 1955), österreichischer Skisportfunktionär
- Johann Baptist Hofer (Theologe) (1677–1760), österreichischer Theologe und Philosoph
- Johann Baptist Hofer (Jurist) (1759–1838), deutscher Jurist und Politiker
- Johann Jakob Hofer (1828–1892), Schweizer Lithograf
- Johanna Hofer (1896–1988), deutsche Schauspielerin
- Johannes Hofer der Ältere (Johannes Mathias Hofer, auch Jean Hofer; 1669–1752), elsässischer Arzt und Politiker, Schöpfer des Begriffs Nostalgie
- Johannes Hofer der Jüngere (auch Jean Hofer; 1697–1781), elsässischer Arzt und Politiker
- Johannes Hofer (Mediziner, 1720) (auch Jean Hofer; 1720–1787), elsässischer Arzt
- Johannes Hofer (Anwalt) (1810–1880), deutscher Anwalt, Publizist und Revolutionär
- Johannes Hofer (Theologe) (1879–1939), österreichischer katholischer Theologe
- Johannes Hofer (Naturbahnrodler) (* 1983), italienischer Naturbahnrodler
- Johannes Evangelist Hofer OSB (1757–1817), österreichischer Mönch, Bibelwissenschaftler und Rektor der Universität Salzburg
- Josef Hofer (Komponist) (1848–1912), österreichischer Organist, Komponist und Chorleiter
- Josef Hofer (Politiker) (1883–1948), österreichischer Landwirt und Politiker
- Josef Hofer (SS-Mitglied) (1908–nach 1964), deutscher SS-Angehöriger
- Josef Hofer (Organist) (* 1945), österreichischer Organist
- Josef Hofer (Künstler) (* 1945), österreichischer Künstler
- Josef Hofer (Cellist) (* 1955), Schweizer Cellist und Musikautor
- Joseph Anton Hofer (1742–1820), österreichischer Theologe
- Josepha Hofer (1758–1819), deutsche Sängerin (Sopran)
- Julius Hofer (1863–1925), österreichischer Lehrer, Chorleiter und Komponist
- Jürgen Hofer (* 1941), deutscher Politiker (FDP)

### K
- Karl Hofer (1878–1955), deutscher Maler
- Karl Hofer (Mediziner) (1886–1945), österreichischer Gynäkologe
- Karl Hofer (Journalist) (* 1929), österreichischer Journalist
- Klara Hofer (eigentlich Klara Höffner; 1875–1955), deutsche Schriftstellerin
- Koloman Hofer (1886–1953), österreichischer Pomologe, Fachautor und Herausgeber
- Konrad Hofer (Künstler) (1928–2006), Schweizer Maler und Bildhauer
- Konrad Hofer (Soziologe) (* 1955), österreichischer Soziologe
- Kurt Hofer (* 1933), Schweizer Maler
- Kurt H. Hofer (1944–2017), Schweizer Lehrer und Museumsgründer

### L
- Lambert Hofer (Unternehmer) (1829–1897), österreichischer Kostümverleiher
- Lambert Hofer (Kostümbildner, 1879) (1879–1938), österreichischer Kostümverleiher und Kostümbildner
- Lambert Hofer (Kostümbildner, 1907) (1907–1997), österreichischer Kostümverleiher und Kostümbildner
- Lambert Hofer (Kostümbildner, 1944) (1944–2013), österreichischer Kostümverleiher und Kostümbildner
- Lambert Ferdinand Hofer (1881–1964), österreichischer Architekt
- Lisa Hofer (* 1987), deutsche Schauspielerin
- Louise Lang-Hofer (1899–1978), Schweizer Buchhändlerin und Verlegerin
- Ludwig von Hofer (1801–1887), deutscher Bildhauer
- Ludwig Hofer (Chorleiter) (1871–1954), österreichischer Lehrer, Sänger und Chorleiter
- Lukas Hofer (* 1989), italienischer Biathlet

### M
- Manfred Hofer (* 1942), italienisch-deutscher Psychologe und Hochschullehrer
- Margit Hofer (* 1964), österreichische Politikerin (ÖVP) und Managerin
- Margot Hofer (* 1943), österreichische Politikerin (FPÖ) und Ökonomin
- Maria Hofer (1894–1977), österreichische Musikerin und Komponistin
- Markus Hofer (Musiker) (* 1949), Schweizer Flötist und Komponist
- Markus Hofer (Theologe) (* 1957), österreichischer Theologe
- Markus Hofer (Politiker) (* 1971), österreichischer Politiker
- Markus Hofer (Künstler) (* 1977), österreichischer Bildhauer
- Mathias Hofer (1568–1606), deutscher Münzmeister
- Mathilde Hofer (1874–1942), Sängerin, Ehefrau des Malers Karl Hofer, Opfer des Holocaust
- Maximilian Hofer (* 2005), österreichischer Fußballspieler
- May Hofer (1896–2000), italienische Emailleurin
- Michael Hofer (Maler) (1834–1916), österreichischer Maler und Zeichner
- Michael Hofer (Politiker) (1851–1922), Schweizer Politiker
- Michael Hofer (Philosoph) (* 1966), österreichischer Philosoph
- Mirzl Hofer (eigentlich Maria Vidowitsch; 1877–1955), österreichische Sängerin und Jodlerin

### N
- Nicole Hofer (* 1986), Schweizer Duathletin und Triathletin
- Nikolaus Hofer (* 1970), österreichischer Archäologe und Prähistoriker
- Norbert Hofer (Geistlicher) (1874–1952), österreichischer Geistlicher, Bibliothekar und Musiker
- Norbert Hofer (Künstler, 1922) (1922–2020), deutscher Maler und Grafiker
- Norbert Hofer (Künstler, 1934) (* 1934), deutscher Maler und Grafiker
- Norbert Hofer (Jurist) (* 1969), österreichischer Jurist, Richter und Bergretter
- Norbert Hofer (* 1971), österreichischer Politiker (FPÖ)

### O
- Otto Hofer (Architekt) (1847–1901), österreichischer Architekt
- Otto Hofer (Zahnmediziner) (1892–1972), österreichischer Zahnmediziner und Hochschullehrer
- Otto Hofer (Dichter) (* 1940), österreichischer Mundartdichter und Musiker
- Otto Hofer (Reiter) (* 1944), Schweizer Dressurreiter
- Otto Hofer-Bach (1897–1970), deutscher Maler und Grafiker
- Otto Neumann-Hofer (Pseudonym Otto Gilbert; 1857–1941), deutscher Schriftsteller, Redakteur und Intendant
- Otto Schmidt-Hofer (1873–1925), deutscher Bildhauer

### P
- Paul Hofer (Historiker) (1858–1940), Schweizer Historiker
- Paul Hofer (Fussballspieler, 1881) (1881–??), Schweizer Fußballspieler
- Paul Hofer (Architekt), deutscher Architekt
- Paul Hofer (Kunsthistoriker) (1909–1995), Schweizer Kunst- und Städtebauhistoriker
- Paul Hofer (Eishockeyspieler) (* 1928), Schweizer Eishockeyspieler
- Paul Hofer (Unternehmer) (* 1936), italienischer Hydrauliker und Unternehmensgründer
- Paul Hofer, eigentlicher Name von Roman Hofer (Kirchenmusiker) (1942–2011), Schweizer Benediktiner, Kirchenmusiker und Musikbibliothekar
- Paul Hofer (Fußballspieler, 1990) (* 1990), österreichischer Fußballspieler
- Pauli Hofer-Vetter (1923–2013), österreichische Malerin, Organistin, Musiklehrerin und Volksliedsammlerin
- Peter Hofer (Politiker) (1905–1943), Südtiroler Politiker (VKS, AdO, OZAV)
- Peter Hofer (Theologe) (* 1944), österreichischer Geistlicher, Theologe und Hochschullehrer
- Peter Hofer (Schauspieler), deutscher Schauspieler
- Peter Hofer (Fußballspieler) (* 1966), österreichischer Fußballspieler
- Polo Hofer (1945–2017), Schweizer Musiker

### R
- Raphael Hofer (* 2003), österreichischer Fußballspieler
- Renate Hofer-Truttenberger (* 1967), österreichische Erziehungswissenschaftlerin
- Richard Hofer (1887–1921), deutscher Zeitungsverleger
- Rita Hofer (* 1963), Schweizer Politikerin (Grüne)
- Robert Hofer (1885–1954), Schweizer Maler und Grafiker
- Roger Hofer (* vor 1965), Schweizer Philosoph, Gymnasialpädagoge und Hochschullehrer
- Roland Hofer (* 1990), italienischer Eishockeyspieler
- Roland E. Hofer (* 1962), Schweizer Archivar und Historiker
- Rolf Hofer (Heimatforscher) (* 1936), Schweizer Heimatforscher und Museumsmitbegründer
- Rolf Hofer (Dirigent), Schweizer Lehrer, Dirigent und Musikensemble-Gründer
- Rolf Hofer (Maler) (* 1957/1958), Schweizer Maler
- Roman Hofer (Kirchenmusiker) (1942–2011), Schweizer Geistlicher und Kirchenmusiker
- Roman Hofer (Freestyle-Skier) (* 1976), österreichischer Freestyle-Skier
- Rosina Gschwind-Hofer (1841–1904), Schweizer Lehrerin und Frauenrechtlerin
- Rudi Hofer (eigentlich Rudolf Gotthelf; 1923–2013), österreichischer Musiker, Kapellmeister und Komponist
- Rudolf Hofer (Architekt) (1894–1956), österreichischer Architekt
- Rudolf Hofer (General) (* 1941), österreichischer Generalmajor
- Rudolf Hofer (Zoologe) (* 1945), österreichischer Zoologe und Hochschullehrer

### S
- Sabine Hofer (* 1968), österreichische Kinderärztin
- Salome Hofer (* 1986), Schweizer Politikerin (SP)
- Sarah Hofer (* 1985), Psychologin und Hochschullehrerin
- Sibylle Hofer (* 1960), Schweizer Rechtswissenschaftlerin und Hochschullehrerin
- Siegfried Hofer (1915–nach 1985), österreichischer Entomologe
- Siggi Hofer (* 1970), italienisch-österreichischer Künstler
- Sigi Hofer (1878–1933), österreichischer Komiker
- Sigrid Hofer (* 1956), deutsche Kunsthistorikerin und Hochschullehrerin
- Simon Hofer (* 1981), Schweizer Fußballspieler
- Stefan Hofer (Romanist) (1888–1959), österreichischer Romanist
- Stefan Hofer (Politiker, 1975) (* 1975), Schweizer Politiker (SVP)
- Stefan Hofer (Eishockeyspieler) (* 1976), österreichischer Eishockeyspieler
- Stefan Hofer (Politiker, 1986) (* 1986), österreichischer Politiker (SPÖ)
- Susanne Hofer (Künstlerin) (* 1970), Schweizer Videokünstlerin
- Susanne Hofer (Gewerkschafterin) (* 1994), österreichische Gewerkschafterin

### T
- Tamás Hofer (1929–2016), ungarischer Volkskundler
- Theodor Hofer (* 1936), Schweizer Heimatforscher
- Thomas Hofer (Schwimmer) (* 1958), Schweizer Schwimmer
- Thomas Hofer (Umweltwissenschaftler) (* 1960), Schweizer Umweltwissenschaftler und Autor
- Thomas Hofer (Fußballspieler) (* 1970), österreichischer Fußballspieler und -trainer
- Thomas Hofer (Politikberater) (* 1973), österreichischer Politikberater
- Thomas Hofer (Skispringer) (* 1996), österreichischer Skispringer
- Toni Hofer (1903–1979), österreichischer Künstler und Kunstsammler
- Torsten Hofer (* 1980), deutscher Politiker (SPD)
- Trudi Hofer (* 1954), Schweizer Malerin

### U
- Ulrich Meyer-Hofer (1941–1995), Schweizer Agraringenieur und Verbandsfunktionär

### V
- Verena Hofer (Tennisspielerin) (* 1997), italienische Tennisspielerin
- Verena Hofer (Rennrodlerin) (* 2001), italienische Rennrodlerin
- Volkhard Hofer (* 1941), deutscher Zeichner, Grafikdesigner und Hochschullehrer

### W
- Walter Hofer (Maler) (1904–1994), Schweizer Maler
- Walter Hofer (Musiker) (1923–1971), österreichischer Musiker und Konzertmeister
- Walter Hofer (Handballspieler), Schweizer Handballspieler
- Walter Hofer (Politiker) (1940–2004), österreichischer Politiker (SPÖ)
- Walter Hofer (Sportfunktionär) (eigentlich Johann Hofer; * 1955), österreichischer Skisportfunktionär
- Walter Andreas Hofer (1893–1975), deutscher Kunsthistoriker und Kunsthändler
- Walther Hofer (1920–2013), Schweizer Historiker und Politiker
- Werner Hofer (Physiker) (* 1960), österreichischer Physiker und Hochschullehrer
- Werner Hofer-Kürsteiner (1930–2017), Schweizer Lehrer, Chorleiter und Heimatforscher
- Wilhelm Hofer (Chronist) (auch Wilhelmus Hofer oder Guillaume Hofer; † um 1483), deutscher Karthäusermönch und Chronist
- Wilhelm Hofer (Widerstandskämpfer) (1906–1984), österreichischer Widerstandskämpfer
- Winfried Hofer (* 1941), deutscher Brigadegeneral des Heeres der Bundeswehr
- Wolfgang Hofer (* 1950), österreichischer Sänger, Komponist und Liedtexter
- Wolfgang Hofer (Unternehmer) (1958–2014), österreichischer Unternehmer

### Y
- Yanick Hofer (* 1996), Schweizer Fußballtorhüter
- Yasi Hofer (* 1992), deutsche Musikerin